# Exechiopsis corona
Exechiopsis corona är en tvåvingeart som beskrevs av Chandler och Ribeiro 1995. Exechiopsis corona ingår i släktet Exechiopsis och familjen svampmyggor. Inga underarter finns listade i Catalogue of Life.